# ترکی سفیانی
ترکی سفیانی (انگلیسی: Turki Sufyani؛ زادهٔ ۲۲ فوریهٔ ۱۹۹۲) یک ورزشکار اهل عربستان سعودی است.
از باشگاه‌هایی که در آن بازی کرده‌است می‌توان به باشگاه فوتبال الاتفاق عربستان سعودی و باشگاه فوتبال النصر عربستان سعودی اشاره کرد.